# Ямансу (приток Баксана)
Яма́нсу (карач.-балк. Яма́н су — «плохая вода») — река в России, протекает в Прохладненском районе Кабардино-Балкарской Республики. Длина реки составляет 22 км.
Начинается между реками Сухая Псарыша и Мокрая Псарыша к югу от села Псыншоко. Течёт на восток, через дубовый лес и хутор Саратовский. Река разбирается на орошение и заканчивается в районе села Алтуд.

## Данные водного реестра
По данным государственного водного реестра России относится к Западно-Каспийскому бассейновому округу, водохозяйственный участок реки — Малка от Кура-Марьинского канала и до устья, без реки Баксан. Речной бассейн реки — Реки бассейна Каспийского моря междуречья Терека и Волги.
Код объекта в государственном водном реестре — 07020000812108200004474.